# Cisneros (kommunhuvudort)
Cisneros är en kommunhuvudort i Spanien.   Den ligger i provinsen Provincia de Palencia och regionen Kastilien och Leon, i den norra delen av landet, 220 km norr om huvudstaden Madrid. Cisneros ligger 801 meter över havet och antalet invånare är 543.
Terrängen runt Cisneros är platt, och sluttar söderut. Runt Cisneros är det mycket glesbefolkat, med 6 invånare per kvadratkilometer. Närmaste större samhälle är Paredes de Nava, 15,5 km sydost om Cisneros. Trakten runt Cisneros består till största delen av jordbruksmark.